# Yola Ramírez
Pour les articles homonymes, voir Ramírez et Ochoa.
Yolanda Ramírez, dite Yola Ramírez, est une joueuse de tennis mexicaine, née le 1er mars 1935 à Mexico et morte le 9 mars 2025. Joueuse des années 1950 et 1960, elle est aussi connue sous son nom de femme mariée, Yola Ramírez de Ochoa.

## Carrière
Elle est finaliste en simple dames à Roland-Garros en 1960 et 1961, respectivement battue par Darlene Hard et Ann Haydon-Jones.
Associée à Rosa Reyes, elle remporte le double dames de la compétition en 1958, et perd deux finales en 1957 et 1959. Elle est également finaliste aux Internationaux des États-Unis en 1961 avec Edda Buding.
Elle s’impose en simple à Cincinnati en 1956.
Yola Ramírez fait partie de l'équipe mexicaine de Coupe de la Fédération en 1972.
Elle demeure à ce jour la seule joueuse de premier plan de son pays avec sa contemporaine Rosie Reyes et, dans une bien moindre mesure, Angélica Gavaldón qui évolue sur le circuit professionnel dans les années 1990.